# Ernestas Galvanauskas

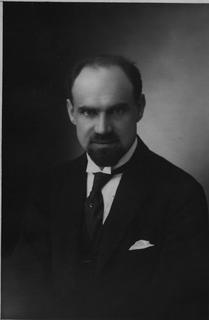
Ernestas Galvanauskas

Ernestas Galvanauskas (* 20. November 1882 in Zizonys bei Biržai, damals Gouvernement Kowno, Russisches Kaiserreich, heute Litauen; † 24. Juli 1967 in Aix-les-Bains, Frankreich) war ein litauischer Politiker und Premierminister.

## Leben

### Studium und berufliche Laufbahn
Nach dem Abitur 1902 absolvierte er bis 1904 und dann erneut ab 1906 ein Studium der Ingenieurwissenschaften am Ingenieurwissenschaftlichen Institut von Sankt Petersburg, das er 1908 abschloss. Galvanauskas war anschließend als Ingenieur in Lüttich (Belgien) tätig, wo er sich 1912 zum Bergbauingenieur spezialisierte und 1913 ein Diplom als Elektroingenieur erwarb. Danach war er als Mitarbeiter eines Konsortiums von französischen Banken in Serbien tätig.

### Erste politische Tätigkeiten
Nach den Ereignissen der Russischen Revolution gehörte er 1905 zu den Mitbegründern der Union der Kleinbauern (Lietuvos valstiečių sąjunga), die sich im folgenden Jahr mit der Litauischen Demokratischen Partei (Lietuvos demokratų partija) zusammenschloss. Am 4. und 5. Dezember 1905 war er Teilnehmer der durch die Ereignisse der Russischen Revolution beeinflussten Großen Seimas von Vilnius. Dabei handelte es sich um den ersten modernen Kongress in Litauen, der sich überwiegend mit nationalen Fragen beschäftigte. Letztlich fasste der Große Seimas den Beschluss einer weitgehenden Autonomie innerhalb des Russischen Kaiserreiches. Während dieser Zeit war er auch Autor verschiedener Artikel der „Wilnaer Nachrichten“ (Vilniaus žinios) sowie der Wochenzeitung „Litauischer Eigner“ (Lietuvos ūkininkas).

### Unabhängigkeit Litauens und Ministerpräsident von 1919 bis 1920
Nach der Unabhängigkeit Litauens am 2. November 1918 gehörte er 1919 als Mitglied der litauischen Delegation bei der Pariser Friedenskonferenz an. Zugleich war er Leiter des Litauischen Informationsbüros in Paris.
Bereits am 7. Oktober 1919 wurde er als Vertreter der Demokratischen Partei (Demokratų Partija) erstmals als Nachfolger von Mykolas Sleževičius zum Premierminister ernannt. Zugleich übernahm er in seiner bis zum 19. Juni 1920 amtierenden Regierung das Amt des Ministers für Finanzen, Handel und Industrie. Aus der Sicht Polens, mit dem es später zum Konflikt wegen der Annexion des Memellandes kam, galt insbesondere diese erste Amtszeit als politisch schwach.
Sein Nachfolger als Premierminister wurde 1920 Kazys Grinius, in dessen Kabinett er bis zum 2. Februar 1922 als Finanz-, Handels- und Industrieminister verblieb und zugleich das Amt des Verkehrsministers übernahm. Während dieser Zeit war er außerdem Delegierter Litauens beim Völkerbund, um der noch jungen Republik Litauen durch sein politisches und diplomatisches Geschick zu mehr Ansehen in Europa zu verhelfen.

### Ministerpräsident von 1922 bis 1924 und Annexion des Memellandes
Am 2. Februar 1922 übernahm er dann als Nachfolger von Grinius wiederum selbst das Amt des Premierministers sowie ab dem 29. September 1922 auch das Amt des Außenministers. Darüber hinaus war er ab dem 22. Februar 1923 auch Minister ohne Portefeuille. Die Regierungspolitik gestaltete sich jedoch zunehmend schwieriger, da Regierung und Opposition im Seimas auf eine annähernd gleiche Sitzzahl kamen.
Nach den Wahlen zum Parlament (Seimas) vom Mai 1923 konnte er zunächst eine große Koalition aus seiner Bauernvolksbund und den Christdemokraten bilden, die über 56 der 78 Mandate verfügte. Am 18. Juni 1924 folgte ihm dann der bisherige Justizminister Antanas Tumėnas von den Christdemokraten als Premierminister. Während seiner Amtszeit als Premierminister wurde 1922 die Vytautas-Magnus-Universität in Kaunas gegründet, das in der Zwischenkriegszeit Hauptstadt Litauen war. Ihrerseits annektierte Litauen am 24. März 1923 das Memelland, den nördlich der Memel gelegenen Teil Ostpreußens mit der Hafenstadt Memel, dem heutigen Klaipėda, das seit dem Ende des Ersten Weltkriegs vom Völkerbund verwaltet worden war.
Zur Stärkung seiner Regierungsposition insbesondere bezüglich der Annexion des Memellandes suchte er die Beziehungen zu den USA auszubauen. Bereits im September 1922 wurde er durch die Herausgabe einer Briefmarke geehrt.
Nach seinem Rücktritt als Premierminister war er von 1924 bis 1927 Gesandter in London, wo er 1924 die Anerkennung dieser Annexion durch die vorherigen Schutzmächten erreichte.
Anschließend war er für ein Jahr Vorsitzender des Verwaltungsrates des Hafens Klaipėda. Außerdem war er Gründer der Kameradschaft zum Bau preiswerter Arbeiterwohnungen. Später war er von 1934 bis 1939 Rektor des Handelsinstituts Klaipėda. Daneben war er auch Redakteur der Zeitung Vakarai.

### Okkupation Litauens durch die Rote Armee und letzte Lebensjahre
Am 21. November 1939 übernahm er als Finanzminister im Kabinett von Premierminister Antanas Merkys wieder ein Regierungsamt. Nach der Okkupation Litauens durch die Rote Armee trat er am 14. Juni 1940 mit der Regierung Merkys von seinem Ministeramt zurück. 1940 war er außerdem zeitweise amtierender Kommunikationsminister.
Anschließend zog er sich für einige Zeit aus der Politik zurück, ehe er 1941 Gründer und Vorsitzender des Litauischen Nationalkomitees (Lietuvos Tautinis Komitetas) wurde. 1944 floh er zunächst nach Frankreich und ging nach einigen Jahren 1946 ins Exil nach Deutschland, wo er Mitglied des Obersten Komitees für die Befreiung Litauens (Vyriausiasis Lietuvos išlaisvinimo komitetas) wurde. Bereits 1947 ließ er sich jedoch auf Madagaskar (bis 1960 eine französische Kolonie) nieder, wo er als Dozent für Handel und Industrie tätig war. 1963 nahm er dann Wohnsitz im französischen Aix-les-Bains, wo er einige Jahre später verstarb.

## Veröffentlichungen
- Valstija ir mokesčiai („Staat und Steuer“), 1909
- Lenkija ir Lietuva („Polen und Litauen“), 1923
- Atsiminimai („Memoiren“), 1925